# Epichrysomallinae
Los epichrisomalinos (Epichrysomallinae) son una subfamilia de himenópteros apócritos de la familia Pteromalidae. Forman agallas en los higos, pero no los polinizan.

## Géneros
- - Acophila Ishii 1934 (2 especies)
  - Asycobia Boucek 1988 (1 especie)
  - Camarothorax Mayr 1906 (10 especies)
  - Epichrysomalla Girault 1915  (2 especies)
  - Eufroggattisca Ghesquière 1946 (2 especies)
  - Herodotia Girault 1931 (2 especies)
  - Josephiella Narendran 1994 (1 especie)
  - Meselatus Girault 1922 (4 especies)
  - Neosycophila Grandi 1923 (5 especies)
  - Odontofroggatia Ishii 1934 (4 especies)
  - Parapilkhanivora Farooqi & Menon 1973 (2 especies)
  - Sycobia Walker 1871 (2 especies)
  - Sycomacophila Rasplus, 2003
  - Sycotetra Boucek 1981 (1 especie)